# 皮奥伊州圣弗朗西斯科-迪阿西斯
皮奥伊州圣弗朗西斯科-迪阿西斯（葡萄牙語：São Francisco de Assis do Piauí）是巴西联邦共和国皮奥伊州的一个市镇。总面积842.453平方公里，总人口4922人，人口密度5.8人/平方公里。